# 滇木蓝
滇木蓝（学名：Indigofera delavayi）为豆科木蓝属下的一个种。

## 扩展阅读
- 維基物種上的相關：滇木蓝